# Ukrainsk rock
Ukrainsk rock (ukrainska: Український рок) är rockmusik från Ukraina, representerat av band såsom: Okean Elzy, Vopli Vidoplyassova, Plach Yeremiyi, Braty Hadiukiny, Vika, BoomBox, Stoned Jesus, Drudkh, med flera.

## Historia
Ukrainsk rockmusik uppstod på 1960-talet tillsammans med andra band i Sovjetunionen under den så kallade Chrusjtjov-tövädret när censuren lättades betydligt. Inledningsvis representerades den av amatörband inom big-beat och rhythm and blues, som exempelvis Aeneas, Hutsuly, Dialog och andra.
På 70-talet började regeringen gradvis begränsa den redan bräckliga yttrandefriheten och kulturella självuttrycket, och de flesta rockmusiker tvingades gå under jorden. Några ukrainska rockband som bildades under sovjettiden är fortfarande populära idag (Vopli Vidoplyassova, Braty Hadiukiny), men de flesta av genrens stjärnor dök upp först under Ukrainas självständighet (efter 1991).